# Aéroport municipal d'Albert Lea
Pour les articles homonymes, voir AEL.
l'aéroport municipal d'Albert Lea (en anglais : Albert Lea Municipal Airport) (code IATA : AEL • code OACI : KAEL • code FAA : AEL) est un aéroport desservant la ville d'Albert Lea dans le Minnesota, aux États-Unis.
Il est géré par la ville d'Albert Lea.